# Estenquilo da Suécia
Estenquilo  (n. data desconhecida – m. 1066) - mais conhecido pelo seu nome original Stenkil  ( PRONÚNCIA) - foi rei da Suécia entre 1060 e 1066, sendo o primeiro monarca e fundador da dinastia de Stenkil (Stenkilska ätten), a qual viria a deter o poder no país até 1130.                                                                                                                                                                                                                            
Era possivelmente filho do jarl Ragualdo, o Velho e neto de Olavo I da Noruega. Casou eventualmente com uma filha do rei Emundo, de nome incerto, com quem teve possivelmente três filhos - porventura Erik (m. 1067), Halstano da Suécia (Hallsten) e Ingo (Inge). 

O quinto era o rei Stænkil. Ele amava os homens da Västergötland acima de todos os homens do seu reino. E ele era um bom atirador e forte, de modo que suas marcas de tiro ainda estão em Levene. Uma delas chama-se Konungasten. Outra está em Konungsledstolpe, uma terceira em Ståndsberget. E as gentes da Västergötland ficaram contentes com ele enquanto durou a sua vida.

— Kungalängden (escrita por volta de 1240 pelo ”Padre de Vidhem” e anexada à Lei da Västergötland; conservada no manuscrito KB B 59 da Biblioteca Nacional da Suécia

## Etimologia e uso
O nome Stenkil ocorre em sueco e dinamarquês antigo na forma Stæinkætill, composta pelas palavras stein (lit. pedra; em sentido lato: duro, forte, invulnerável) e ketill (lit. caldeirão; em sentido lato: elmo, elmo de chefe, elmo de sacrificador). 
  
Na Saga de Hervör (século XIII) e na saga Morkinskinna (século XIII) aparece como Steinkell e na Lei da Gotalândia Ocidental (século XII) como Stænkil. 

Nos texto escritos em latim, o nome aparece com formas variadas:                       
Está mencionado como Steinkel, Stenkel e Stenkil nos Atos dos Bispos da Igreja de Hamburgo de Adão de Bremen (século XI) e em 1554, foi nomeado como Stenchillus na História de todos os reis gautas e suíones do arcebispo sueco João Magno. 

Nos textos académicos em português costuma ser usada a forma nórdica Stenkil. 

## História
As fontes históricas sobre Estenquilo são difíceis de verificar, pois nem sempre coincidem e por vezes são contraditórias. Ele aparece nos Atos dos Bispos da Igreja de Hamburgo (século XI), na Lista dos reis da Suécia da Lei da Gotalândia Ocidental (século XIII), na Heimskringla, na Saga de Hervör (século XIII) e na saga Morkinskinna (todas do século XIII).
Com a morte de Emundo em 1060, sem deixar descendência, acabou a Casa de Munsö. A pré-história sueca se encerrava, e a Suécia entrava na Idade Média com a eleição de Estenquilo e a criação de sua casa. Seu reinado, porém, duraria só até 1066, ano da Batalha de Hastings. Segundo a Saga de Hervör:
| “ | Estenquilo era um homem nobre e poderoso da Suídia. Sua mãe se chamava Astride e era filha de Finn Skjalges; seu pai era Ragualdo, o Velho. Foi o primeiro conde da Suídia, mas depois da morte do Emundo, o Velho, os suecos o proclamaram rei. Sendo assim, o poder real deixou de pertencer a antiga família real. Casou-se com a filha de Emundo e morreu de tuberculose na Suídia, quase ao mesmo tempo que o rei Haroldo Hardrada caia em Inglaterra | ” |

Estenquilo tinha a sua base de poder nas suas posses na Gotalândia Ocidental e na sua aliança com a Igreja Católica, tendo sido um impulsionador da expansão do cristianismo na Uplândia e no vale do Malar. Controlou praticamente toda a Suécia medieval. É muito reconhecido na literatura como um rei popular. Foi elogiado por ter ajudado o bispo e missionário Adaluardo a estabelecer um bispado em Sigtuna. Diz-se que que Adaluardo pretendeu atear fogo no templo pagão de Upsália, mas Estenquilo o impediu de fazê-lo, evitando assim uma possível rebelião dos suecos pagãos. Foi sucedido por seu filho Érico VII, que não tinha as qualidade de seu pai. O território governado por Estenquilo se desintegrou e não se uniria novamente até a ascensão de Ingo I em 1079. Este período obscuro e conturbado tem pouca e contraditória documentação histórica.

## Genealogia
|  |  |  |  |  |  |  |  |  |  |                  |                  |                  |                  |                  |                  |                    |                    |                    |                    |                    |                    |  |  | Emundo, o Velho Emund den gamle |                 |                       |                       |                       |                       |                       |                       |  |  |        |        |        |        |        |        |  |  |
|  |  |  |  |  |  |  |  |  |  |                  |                  |                  |                  |                  |                  |                    |                    |                    |                    |                    |                    |  |  |                                 |                 |                       |                       |                       |                       |                       |                       |  |  |        |        |        |        |        |        |  |  |
|  |  |  |  |  |  |  |  |  |  |                  |                  |                  |                  |                  |                  | Estenquilo Stenkil | Estenquilo Stenkil | Estenquilo Stenkil | Estenquilo Stenkil | Estenquilo Stenkil | Estenquilo Stenkil |  |  | Filha de Emundo                 | Filha de Emundo | Filha de Emundo       | Filha de Emundo       | Filha de Emundo       | Filha de Emundo       |                       |                       |  |  |        |        |        |        |        |        |  |  |
|  |  |  |  |  |  |  |  |  |  |                  |                  |                  |                  |                  |                  | Estenquilo Stenkil | Estenquilo Stenkil | Estenquilo Stenkil | Estenquilo Stenkil | Estenquilo Stenkil | Estenquilo Stenkil |  |  | Filha de Emundo                 | Filha de Emundo | Filha de Emundo       | Filha de Emundo       | Filha de Emundo       | Filha de Emundo       |                       |                       |  |  |        |        |        |        |        |        |  |  |
|  |  |  |  |  |  |  |  |  |  |                  |                  |                  |                  |                  |                  |                    |                    |                    |                    |                    |                    |  |  |                                 |                 |                       |                       |                       |                       |                       |                       |  |  |        |        |        |        |        |        |  |  |
|  |  |  |  |  |  |  |  |  |  |                  |                  |                  |                  |                  |                  |                    |                    |                    |                    |                    |                    |  |  |                                 |                 |                       |                       |                       |                       |                       |                       |  |  |        |        |        |        |        |        |  |  |
|  |  |  |  |  |  |  |  |  |  | Halstano Halsten | Halstano Halsten | Halstano Halsten | Halstano Halsten | Halstano Halsten | Halstano Halsten |                    |                    |                    |                    |                    |                    |  |  |                                 |                 | Ingo I Inge den äldre | Ingo I Inge den äldre | Ingo I Inge den äldre | Ingo I Inge den äldre | Ingo I Inge den äldre | Ingo I Inge den äldre |  |  | Helena | Helena | Helena | Helena | Helena | Helena |  |  |
|  |  |  |  |  |  |  |  |  |  | Halstano Halsten | Halstano Halsten | Halstano Halsten | Halstano Halsten | Halstano Halsten | Halstano Halsten |                    |                    |                    |                    |                    |                    |  |  |                                 |                 | Ingo I Inge den äldre | Ingo I Inge den äldre | Ingo I Inge den äldre | Ingo I Inge den äldre | Ingo I Inge den äldre | Ingo I Inge den äldre |  |  | Helena | Helena | Helena | Helena | Helena | Helena |  |  |